# Barabbas
Pour les articles homonymes, voir Barabbas (homonymie).
 (mai 2017).
- Si vous ne connaissez pas le sujet, laissez ce bandeau (vous pouvez alors contacter les auteurs).
- Si vous supprimez le contenu mis en cause (vous pouvez préalablement contacter les auteurs),

argumentez précisément cette suppression dans la page de discussion
(un manque de référence n'est pas un argument ; une recherche réelle de référence doit avoir été effectuée, être formellement documentée).
 (mai 2023).
Barabbas est un personnage des Évangiles n'apparaissant qu'au cours du procès de Jésus.

## Le nom
L’étymologie de son nom (Βαραββᾶς) est incertaine. Barabbas est présenté dans les Évangiles tantôt comme un dissident (Marc 15:7), tantôt comme un brigand (Jean 18:40). Il est dit aussi que c'est un prisonnier remarquable (Matt 27:16 δέσμιον ἐπίσημον) ayant de façon collective commis un meurtre avec d'autres agitateurs lors d'une sédition (Marc 15:7 οἵτινες ἐν τῇ στάσει φόνον πεποιήκεισαν). Ponce Pilate demande ce que Jésus a fait de mal (Matt 27:23 Τί γὰρ κακὸν ἐποίησεν;). Comme il devait gracier et libérer un prisonnier lors de la Pâque, Ponce Pilate demande à « la foule » quel prisonnier elle veut relâcher : Jésus le Roi des Juifs (Jean 18.39 βούλεσθε οὖν ὑμῖν ἀπολύσω τὸν βασιλέα τῶν Ἰουδαίων;) ou Barabbas. « La foule » réclame la libération de Barabbas et la condamnation de « Jésus roi des Juifs » (Jésus de Nazareth).
Plusieurs manuscrits donnent au porteur du surnom ou cognomen Barabbas le nom de Jésus, mais celui-ci a été ensuite écarté des manuscrits, autant pour des raisons de rédaction par les scribes (selon Charles Perrot) que pour éviter qu'il y ait deux Jésus dont un « brigand » (Hyam Maccoby, citant Origène et Étienne Trocmé)[réf. nécessaire]. Concernant le nom de Jésus que Barabbas portait dans l'évangile selon Matthieu en 27,16-17, au IIIe siècle, Origène écrivait : « il ne convient pas de donner ce nom à un personnage inique et, d'ailleurs, aucun pécheur n'est ainsi nommé dans les Écritures ». L'indignation d'Origène témoigne du caractère embarrassant que présentait visiblement cette mention de Jésus Barabbas au point qu'il suggère que ce sont des « hérétiques » qui l'ont ajouté. Plusieurs codex de cet évangile qui ont été retrouvés appellent Barabbas du nom de Jésus, la correction pour parvenir aux versions pouvant être intervenue plus tard,. Les codex en question ne sont pas spécialement anciens, néanmoins les spécialistes estiment qu'ils représentent la version originale, car il est très difficile d'imaginer que des chrétiens aient ajouté ce nom à des manuscrits, alors que la démarche inverse est beaucoup plus vraisemblable.
Pour Simon Claude Mimouni, « lorsqu'il parle de Dieu ou à Dieu, Jésus utilise uniquement l'expression araméenne « Abba », qui signifie « Père ». Cette expression en araméen avec sa glose explicative en grec est attestée en Mc 14, 36 et parallèles. On la rencontre aussi dans les lettres de Paul, en Ga 4, 6 et en Rm 8, 15. […] C'est le langage commun de la prière dans le judaïsme contemporain de l'époque de Jésus. » Le sens étymologique du cognomen ou surnom de Barabbas est « fils du père » (de bar, en araméen : fils de, et Abba, Père) ou, selon qu'on l'écrit Barrabas « fils du maître ». Le « s » final est une marque génitive grecque.
Les historiens retiennent donc qu'il s'appelait, ou était surnommé, Jésus Bar Abbas.

## Le contexte
Selon Simon Claude Mimouni, le gouvernorat de Ponce Pilate est un des cinq temps forts des troubles qu'a connus la Palestine entre la mort d'Hérode le Grand et le déclenchement de la Grande révolte juive, émaillé de pas moins de six gros incidents, auxquels il faut ajouter l'exécution de Jésus de Nazareth et éventuellement la sédition de Jésus Bar Abbas, dont la popularité est rapportée dans les évangiles synoptiques. Ponce Pilate a donc probablement fait crucifier de nombreux insoumis et en particulier les meneurs d'un mouvement à tendance messianiste et les personnalités les plus en vue qu'il est parvenu à capturer et qui ont conduit une foule de Samaritains à se rassembler sur le mont Garizim. Bien que Flavius Josèphe, qui rapporte l'épisode, ne donne pas le nom de l'instigateur de ce rassemblement, certains chercheurs estiment qu'il peut s'agir de Dosithée de Samarie dont ils font un disciple de Jean le Baptiste auquel il aurait succédé à la tête de son mouvement.
Les exactions de Ponce Pilate sont rapportées par les auteurs juifs Flavius Josèphe et Philon d'Alexandrie.

## Selon les évangiles
Barabbas est un personnage qui n'apparaît qu'au cours du procès de Jésus, dans une seule source, les évangiles, alors que Ponce Pilate a déjà interrogé Jésus en lui demandant s'il est « le roi des Juifs. » Jésus acquiesce à cette question par la formule « Tu le dis. » Dans les évangiles selon Marc et Matthieu, Jésus refuse alors de répondre aux autres accusations formulées par Pilate (Mc 15:4 ; Mt 27:13-14) et « par les grands prêtres et les anciens (Mt 27:12) ». Dans le seul évangile selon Jean, le dernier des canoniques à avoir été composé dans les années 90-100, Jésus répond : « Mon royaume n'est pas de ce monde. Si mon royaume était de ce monde, mes serviteurs auraient combattu pour que je ne sois pas livré aux Juifs. Mais mon royaume n'est pas d'ici. » (Jn 18:36)
C'est alors que Barabbas est introduit dans le récit en invoquant ce que la critique a par la suite appelé le privilège pascal, bien que les évangiles synoptiques fassent référence à toutes les fêtes et pas seulement à une coutume qui n'aurait eu lieu que lors de la Pâque.

« A chaque Fête, il leur relâchait un prisonnier, celui qu'ils demandaient,. »

L'évangile selon Marc explique : « Il y avait en prison le nommé Barabbas, arrêté avec les émeutiers qui avaient commis un meurtre dans la sédition. La foule étant montée se mit à demander la grâce accoutumée. » Donc Pilate demande : « Voulez-vous que je vous relâche le roi des Juifs ? » Les « grands prêtres » excitent alors « la foule » à demander qu'il relâche plutôt Barabbas. Pilate questionne : « Que ferais-je donc de celui que vous appelez le roi des Juifs ? » « La foule » répond à deux reprises « Crucifie-le ! ».
« Pilate alors, voulant contenter la foule, leur relâcha Barabbas et, après avoir fait flageller Jésus, il le livra pour être crucifié. »
L'évangile selon Matthieu apporte peu de modifications au récit initial. On y apprend juste que Barabbas était célèbre. Par ailleurs, puisque Barabbas y était appelé de son nom complet, la proposition de Pilate revenait à demander voulez-vous que je vous relâche, Jésus Barabbas, ou Jésus que l'on appelle Christ ? La réaction d'Origène témoigne au minimum que cela semblait étrange et était peut-être même embarrassant. Les rédacteurs de l'évangile selon Jean précisent que : « Barabbas était un brigand. »
Pour Hyam Maccoby, le surnom « bar Abbas » aurait été donné à Jésus de Nazareth à cause de son habitude de prier et de prêcher en désignant Dieu comme « Abba » (Père), dont témoignent les évangiles,. Ce qui semble correspondre à l'incident que Jésus provoque dans le Temple et dont les évangiles synoptiques font la cause de son arrestation immédiate — dans la nuit — et de sa crucifixion le lendemain. Hyam Maccoby considère aussi que ce Yeshua bar Abba ou Jésus bar Abbas n'est rien d'autre que Jésus de Nazareth, et que le choix entre deux prisonniers est une fiction ou un procédé littéraire. Il conclut que certains des actes attribués à Barabbas doivent alors historiquement avoir été commis par Jésus. De plus, loin d'avoir réclamé son exécution, lorsque « la foule » crie « libérez Barabbas » ce serait la libération de Jésus de Nazareth qu'elle réclamait.
Plusieurs auteurs, à la suite de Salomon Reinach, ont relevé une similitude entre le récit de la passion de Jésus et celui fait par Philon d'Alexandrie, mettant en scène un personnage simplet appelé  « Karabas » pris à partie par la foule alexandrine et tourné en dérision afin de se moquer du nouveau roi juif Agrippa Ier en route vers son nouveau royaume en été 38, dans une mascarade similaire à celle infligée à Jésus.
Il s'agirait alors de faire la distinction entre les deux faces de Jésus, Jésus détesté et Jésus aimé par la foule, un Jésus condamné et un Jésus lavé  de ses péchés, un Jésus politique et un Jésus spirituel. Plus globalement, la figure de Barabbas est hautement énigmatique et entraîne des interprétations littérales ou symboliques. La plupart des historiens s'accordent sur le fait que ce procédé littéraire a été utilisé par l'évangile selon Marc dans les années 60-70 — c'est-à-dire au plus fort de la Grande révolte juive de 66-74 ou de sa répression — afin de minimiser la responsabilité des Romains dans la crucifixion de Jésus, pour que cet écrit ne puisse pas être soupçonné de contenir la moindre critique des autorités romaines et le moindre soutien aux révoltés.[réf. nécessaire]

## L'interprétation
Dans le Nouveau Testament, Pilate donne au peuple rassemblé le choix de sauver Barabbas ou Jésus, et la foule lui crie de libérer Barabbas. Ce récit, reportant sur les Juifs la responsabilité de la crucifixion et invoquant une malédiction du sang, a été utilisé à des fins antisémites en servant de base aux accusations de peuple déicide. Ces accusations sont démenties par le catéchisme du concile de Trente (1566), pour lequel l'unique responsable de la crucifixion est l'ensemble des péchés de l'humanité, depuis le péché originel jusqu'à la fin des temps.

## Le privilège pascal
La substitution entre deux prisonniers, Jésus Barabbas et Jésus, « le roi des Juifs » proposée par Ponce Pilate telle qu'elle est décrite dans les évangiles, est due au fait que le gouverneur romain pouvait, selon les évangiles, relâcher le prisonnier que la foule désignait lors de la fête de Pâque. L'évangile selon Matthieu décrit ainsi ce « privilège pascal » :

« À chaque fête, le gouverneur avait coutume de relâcher à la foule un prisonnier, celui qu'elle voulait. »

La valeur historique du « privilège pascal » est très disputée. Sa réalité est mise en doute pour plusieurs raisons. D'abord, parce que dans tout l'Empire romain il n'est attesté dans aucun texte de quelque nature que ce soit. Les seuls textes qui en parlent sont les évangiles,, puis dans les siècles suivants les récits de la Passion qui en ont été tirés. Comme les évangiles ne sont pas des textes indépendants, mais qu'au contraire les rédacteurs des versions et évangiles ultérieurs ont composé les leurs avec, sous les yeux, les textes des précédents, les récits du procès n'ont peut-être qu'une source commune, qui pourrait être le premier évangile par ordre chronologique, celui de Marc. Comme pour tous les autres passages des évangiles, ce texte se réfère constamment à l'Ancien Testament. Ce ne sont pas des « témoignages indépendants ». Tous les récits qui parlent du « privilège pascal », ne concernent que deux prisonniers : Jésus de Nazareth et Jésus bar Abbas.

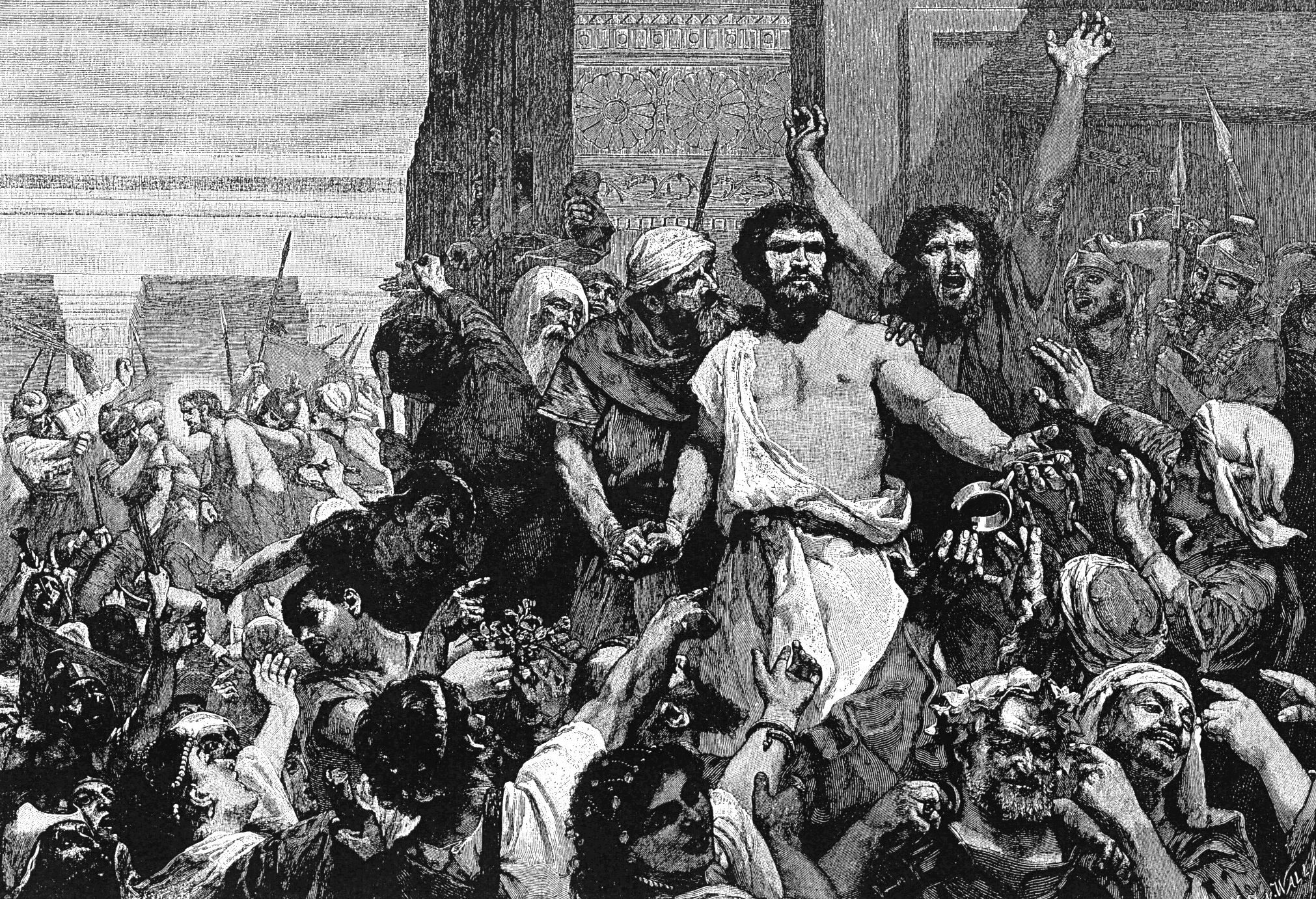
Donne-nous Barabbas ! Extrait de The Bible and its Story Taught by One Thousand Picture Lessons (1910).

Si ce privilège pascal non attesté est jugé peu probable pour des gouverneurs romains, il semble presque invraisemblable pour un préfet en Judée. En effet, depuis la mort d'Hérode le Grand (-4), puis la prise de contrôle directe de la Judée par les Romains (+6), la Galilée, mais aussi la Judée et même parfois la Samarie, sont traversées de révoltes, alors que parallèlement des groupes appelés « brigands » par les Romains infestent le pays,. Une telle obligation pour un gouverneur de Judée aurait donc été à haut risque. En tout cas, Flavius Josèphe, qui s'était proposé de noter tous les privilèges que les Romains avaient accordés aux Juifs, n'a pas cité ce privilège que Brandon estime tout à fait extraordinaire. Alors qu'il mentionne des dizaines de répressions et des centaines de crucifixions, Josèphe n'en profite à aucun moment pour donner un exemple de prisonnier relâché pour une raison de ce type dans son récit en sept volumes de la Guerre des Juifs, ni dans ceux des Antiquités judaïques correspondant à cette période.
Toutefois, pour Jean-Pierre Lémonon « ces explications ne prennent pas les sources au sérieux ». Il estime qu'il n'y a parmi les objections soulevées que des contradictions ou des développements apologétiques, ce qui ne disqualifie pas a priori un texte sur le plan de l'histoire. Pour lui, « l'épisode de Barabbas se trouve attesté dans les quatre évangiles » et le « privilège pascal » est explicitement mentionné dans trois d'entre eux, mais seul l'évangile selon Jean lie directement la coutume de la libération d'un prisonnier et la fête de Pâque. Pour lui, « l'épisode Barabbas enchevêtré à la mention du privilège pascal fait partie d'une tradition ancienne des récits de la Passion. La tension, née de la présence romaine, offre un bon contexte historique soutenant l'existence de prisonniers détenus par le gouverneur romain et populaires au moins auprès d'une partie du peuple de Jérusalem. »
Il souscrit à l'affirmation de Raymond Edward Brown, qui estime que « la critique invite, au moins, à reconnaître l'historicité de la libération d'un partisan armé nommé Barrabas » distinct de Jésus, sans lequel le récit tel que nous le connaissons aujourd'hui n'aurait pas pu se développer. À partir des récits de la Passion, « une tendance à accentuer le parallèle entre les deux personnages » a pu se dessiner, bien qu'ils n'aient pas été « nécessairement mis en concurrence par Pilate lui-même à la demande de la foule. » De même, « il n'est pas impossible qu'à l'occasion de fêtes le gouverneur de Judée ait procédé à des libérations, c'était l'occasion de manifester à la fois la réalité du pouvoir romain et sa mansuétude ». Il admet toutefois que rien ne permet de parler d'une coutume concernant ces éventuelles libérations lors des fêtes.

## Ponce Pilate dans les évangiles
Ce n'est pas seulement l'identité de Jésus Barabbas, l'étrange échange fait entre les deux Jésus et le prétendu « privilège pascal » qui ont interrogé les critiques au sujet des récits de la Passion, mais aussi la personnalité du Pilate des évangiles. Il y a une telle différence entre le Ponce Pilate décrit par Philon d'Alexandrie et Flavius Josèphe et la personnalité faible du Pilate « qui joue une partition hésitante dans le Drame de la Passion », que l'on peut parler de contradiction.

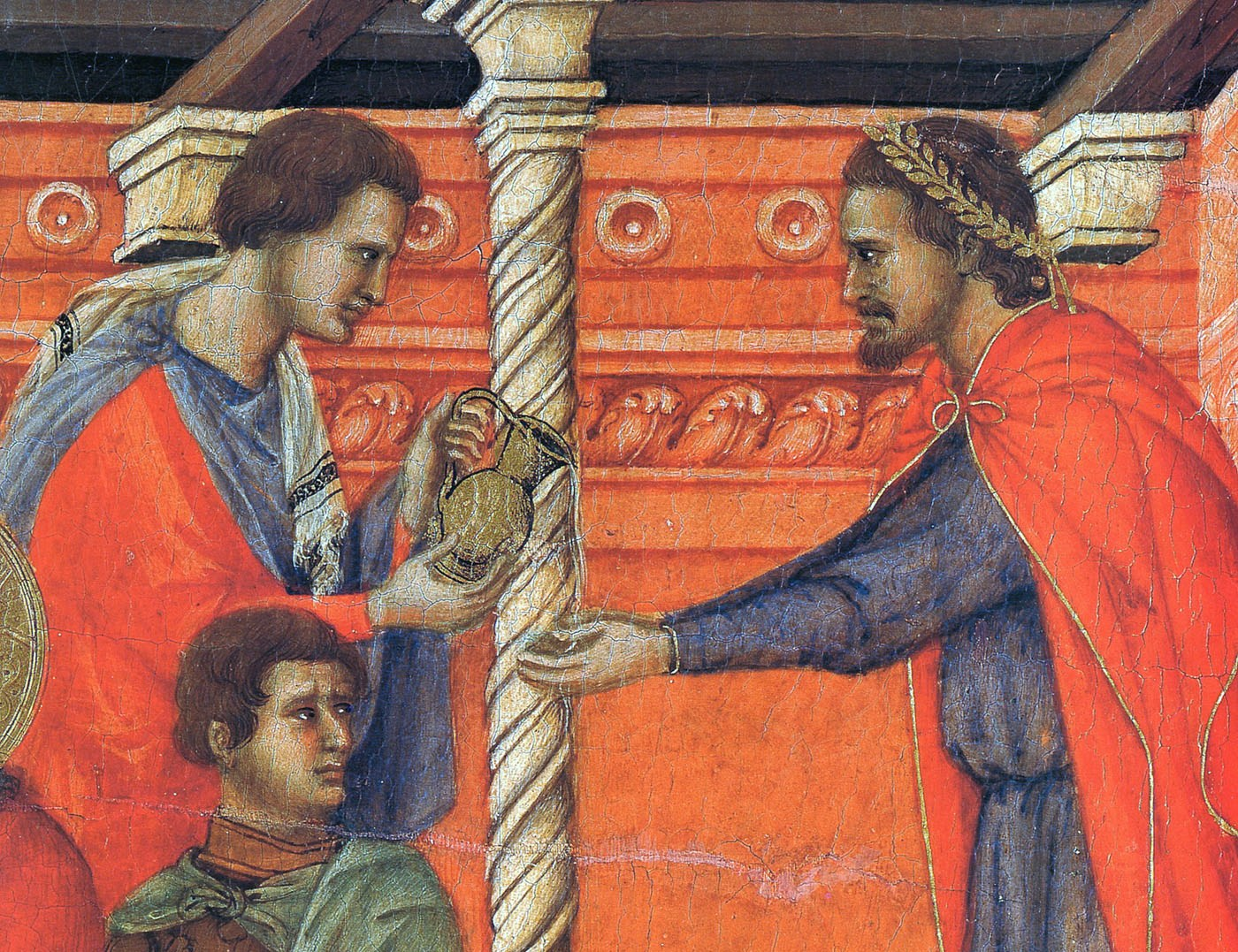
Lavement des mains par Pilate (Duccio).
Geste devenu proverbial quoique peu vraisemblable, à moins que ce Pilate là ne soit juif.

Vexations, rapines, injustices, outrages,, « dédain hautain pour les sentiments des autres », « les citoyens qu'il avait fait périr sans jugement et enfin son insupportable cruauté », sont les accusations émises contre Ponce Pilate par les auteurs séculiers. « Les évangélistes le décrivent sous un jour très différent: inspiré par les plus humaines et honorables intentions pour ceux qui sont sujets de son gouvernorat, il déploie tous ses efforts pour les persuader de se désister de leur folie, et quand il est finalement contraint par la nécessité d'accomplir une obligation amère, il se lave les mains » avant de livrer Jésus pour qu'il soit exécuté.
Un théologien comme Jean-Pierre Lémonon ne nie pas cette « opposition entre les textes profanes et les textes évangéliques de la Passion en ce qui concerne le portrait de Pilate. » Selon lui toutefois, un changement profond aurait été entamé récemment et les études sur Pilate refuseraient désormais « cette opposition sans nuance entre un Pilate soi-disant brutal des sources profanes, et un autre, celui des évangiles, qui serait hésitant, voire débonnaire. »
Ce n'est donc pas seulement le « privilège pascal » qui a semblé improbable à la plupart des exégètes laïcs et des historiens, c'est aussi la façon dont, selon les évangiles, Pilate l'aurait appliqué. Curieusement, après que Jésus ait affirmé « Tu le dis : je suis roi (Jn 18:37). » Pilate déclare alors : « Je ne trouve en lui aucun motif de condamnation (Jn 18:38). ». Or, s'il n'était pas un roi reconnu par l'empereur, cette prétention à la royauté est un crime de lèse majesté, menaçant Rome et le pouvoir impérial et effectivement passible de mort.
En toute logique, Pilate persuadé que Jésus était innocent aurait dû le relâcher sans autre forme de procès, ce qui était tout à fait en son pouvoir. Au lieu de cela on le voit recourir au subterfuge du « privilège pascal » qui va immédiatement se retourner contre lui. « De plus, quand les grands prêtres poussent la foule à exiger la liberté de Barabbas et contrecarrent ainsi ses intentions, il en est réduit à demander timidement à la foule : « Que ferais-je donc de celui que vous appelez le Roi des Juifs ? » ». Puis docilement il envoie l'innocent Jésus à la crucifixion parce que « la foule » le lui a demandé, appelant sur elle la malédiction du sang, alors que même en supposant que le « privilège pascal » existait, celui-ci parlait seulement de faire libérer un prisonnier et pas d'envoyer à la mort celui que « la foule » désignerait. De plus, en supposant que le privilège pascal existait et qu'il ait été contraint de libérer Barabbas, qu'est-ce qui empêchait Pilate de libérer aussi Jésus, puisqu'il le pensait innocent ? Pilate aurait alors relâché Jésus bar Abbas qui était un membre de la résistance très populaire et célèbre. Brandon fait remarquer qu'il s'agit là d'une conduite aberrante pour un gouverneur romain, dont on peut se demander comment il l'a justifiée dans son rapport à l'empereur Tibère.

## Antisémitisme

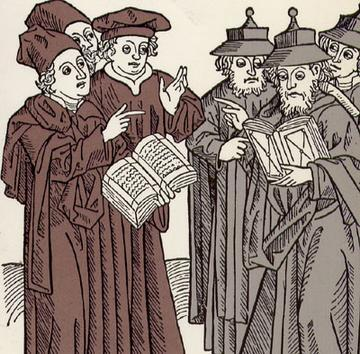
Représentation d'une disputation entre Juifs et chrétiens au Moyen Âge. Ces disputations ont souvent eu pour conséquence de nouvelles accusations contre les Juifs, notamment de crimes rituels, des épisodes de violence et la crémation publique d'œuvres juives comme les Talmuds ou les écrits de Moïse Maïmonide. Gravure sur bois de Johannes von Armssheim - 1483

L'histoire de Barabbas a été utilisée pour rejeter la responsabilité de la crucifixion de Jésus sur « les juifs » et pour supporter l'accusation de déicide, puisque dans le christianisme Jésus devient Dieu lui-même dans le concept de la Trinité. Les premiers témoins littéraires de cet antisémitisme ou antijudaïsme remontent aux débuts du christianisme et se retrouvent chez les Pères de l'Église. Cette accusation, à plusieurs siècles de distance et visant une responsabilité collective, est d'autant plus étrange qu'il est démontré historiquement que les autorités juives n'avaient pas le droit de condamner à mort et que donc c'est bien Ponce Pilate qui a condamné Jésus à un supplice qui a été exécuté par les forces romaines. Par ailleurs, Jésus et tous ses partisans sont Juifs eux-mêmes.
Les raisons pour lesquelles les évangélistes atténuent la responsabilité de Ponce Pilate dans le processus de condamnation de Jésus pourraient être liées aux circonstances de rédaction de leur récit dans le cadre de l'Empire romain, afin que leur écrit puisse franchir la barre de la censure. Si l'opposition « Jésus Barabbas » - « Jésus que l'on dit Christ » est effectivement un procédé littéraire, l'un des buts des rédacteurs est d'exonérer les Romains de toute responsabilité en chargeant a contrario « les Juifs ». On constate au fil des rédactions une minimisation toujours croissante de la responsabilité de Pilate. La responsabilité « des Juifs » est de plus en plus importante pour atteindre son paroxysme dans les Actes des Apôtres puis l'évangile selon Jean. Celui-ci contient 70 fois le mot « Juifs », même s'il a parfois le sens de Judéens, ou désigne parfois les autorités juives ou représente d'autres fois les opposants aux disciples de Jésus. C'est au cours de cette période que Domitien, un empereur réputé très hostile aux Juifs, se met à exécuter ou à envoyer en exil un grand nombre de ses soutiens et de ses proches, sous prétexte « qu'ils vivent à la juive ». Un événement que la tradition chrétienne appelle improprement la persécution de Domitien, mais qui a aussi un écho dans le Talmud au travers des martyrs Kelomenos. C'est aussi dans les années 90 que commence le processus de rupture entre les juifs chrétiens et le mouvement des rabbins en formation dans l'Académie de Yabneh.
Michel Quesnel fait remarquer que « déterminer qui porte la responsabilité de la mort de Jésus a des retombées politiques, religieuses et idéologiques. » Toutefois, il attribue « aux historiens » la responsabilité « d'avoir longtemps chargé les Juifs. » Lors de la sortie du tome II de son livre « Jésus de Nazareth », Joseph Ratzinger « explique tout simplement, comme d’autres exégètes avant lui, que le mot « juif » utilisé par l’auteur de l’Évangile de Jean lors de l’épisode du procès de Jésus désigne l’aristocratie du Temple et non pas le peuple juif en général. Ceci n’aurait aucun sens dans le contexte, d’autant plus que l’auteur de cet Évangile est lui aussi juif… Dans le récit de Marc, continue le pape, l’expression « ochlos » (la « masse », « la foule ») ferait quant à elle référence aux partisans du rebelle Barabbas qui étaient venus en masse afin de demander la grâce de leur compagnon, une grâce qu’il était d’usage d’accorder au peuple à l’occasion de la Pâque. »

## Le personnage dans l'art et la culture

### Musique
- Jesus oder Barabbas? d'Antal Dorati, mélodrame pour récitant, chœur et orchestre sur un livret de Frigyes Karinthy, commande créée à Budapest le 10 décembre 1987 (durée environ 15 min).
- Barabbas est aussi le nom d'une chanson de Georges Chelon
- Barabbas est le titre d'une chanson de l'album Perdants Magnifiques du rappeur français Sameer Ahmad (2015).
- Up Through The Ashes du groupe Kamelot fait référence au choix que le gouverneur romain Ponce Pilate donna au public hébreu ainsi qu'à la libération de Barabbas.
- Barrabas est aussi le nom d'un groupe de funk soul music des années 1970
- Un groupe de doom metal français s'appelle Barrabas
- Barabbas Morceau de Stomy Bugsy sur l'album Royalties (2015)

### Romans
- 1950 : Barabbas de Pär Lagerkvist (Prix Nobel de littérature 1951)
- 1957 : Jour de feu de René Barjavel[52]
- 1990 : Jean d'Ormesson écrit une Histoire du Juif errant où le héros rencontre Barrabas à la suite de sa libération.
- 2012 : Dans le roman Yeshoua, au nom du fils, Chloé Dubreuil campe Barabbas, adolescent, rencontrant Jésus peu avant sa crucifixion. Barabbas dans ce roman est évoqué comme le fils de Jésus.
- 2014 : Jésus dit Barabbas de Gérald Messadié
- 2016 : Dans un roman en langue bretonne, Bar Abba (éditions Al Liamm), Yann Bijer imagine Yeshoua Bar Abba engagé dans un combat nationaliste voué à l'échec.

### Filmographie
- Années 1950 : René Barjavel essaya d'adapter la pièce de Michel de Ghelderode au cinéma. Le tournage commença dans le Château royal de Collioure avec Jean Le Poulain mais s'arrêta après une semaine faute d'argent[52].
- 1961 : Barabbas : film italo-américain de Richard Fleischer avec Anthony Quinn dans le rôle de Barabbas, d'après le roman de Pär Lagerkvist.
- 2012 : Barabbas : téléfilm de Roger Young avec Billy Zane dans le rôle de Barabbas.

### Théâtre
- 1927 : Barabbas de Michel de Ghelderode, écrivain et dramaturge belge.
- 2008 : Barabbas dans la Passion de Martin Giguère, pièce de théâtre en 7 tableaux créée par le théâtre du Faux Coffre (Chicoutimi (Québec, Canada)).

### Culture populaire
- Au Québec, l'histoire de Barabbas a donné naissance à l'expression « connu comme Barabbas dans la Passion »[53].
- Au XVe siècle, en Provence, l'intervention d'un démon Barrabas était invoqué pour expliquer des comportements contraires au dogme de l'Inquisition : « (...) en rejetant la faute sur le démon Barrabas, qui lui apparaissait souvent sous la forme d’un chat noir ; Barrabas avait pour but de faire douter Catherine de la miséricorde de Dieu et de devenir la proie du démon »[54].